# Tyvek

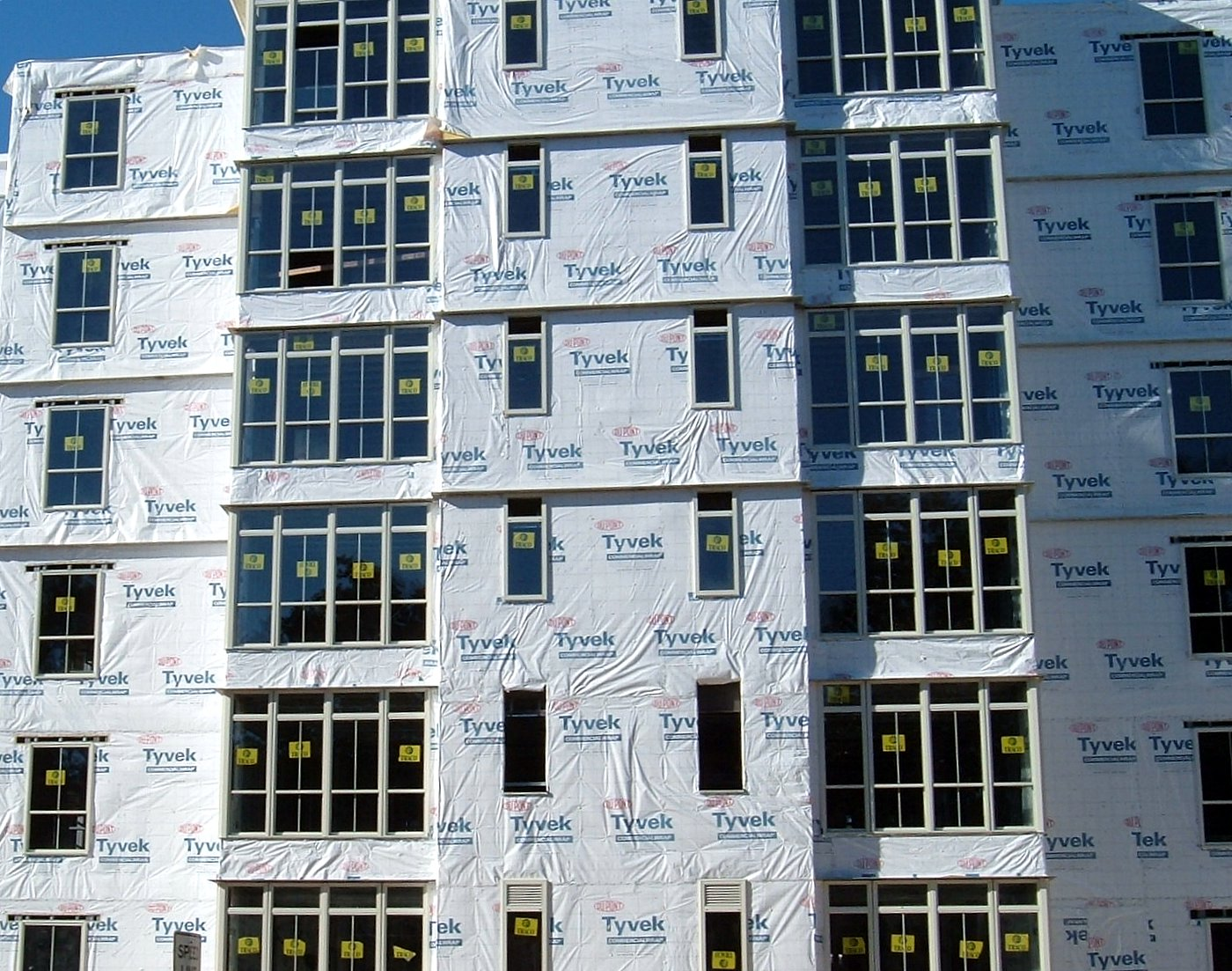
Isolamento/envelopamento de construção com Tyvek

Tyvek /taɪˈvɛk/ é uma marca de fibras de flashpun(TNT), um polietileno de alta densidade e material sintético; O nome é uma marca registrada da DuPont. É comumente utilizado em isolamentos de prédios durante o período de construção. É um material bastante forte e difícil de rasgar mas pode ser facilmente cortado com uma tesoura ou com uma faca. Vapor de água consegue passar o material mas a água em estado líquido não. Estas propriedades fazem o Tyvek útil em diversas aplicações.

## História
Tyvek é um produto do tipo TNT feito de polipropileno de fibra de olefina. Foi descoberto em 1955 pelo pesquisador da DuPont Jim White que viu um tufo de polietileno sair de um cano em um experimento no laboratório.Foi registrado em 1965 e introduzido em uso comercial pela primeira vez em Abril de 1967.
De acordo com o site da Dupont, as fibras possuem a espessura de 0,5 a 10 micrometros(um fio de cabelo humano possui 75 micrometros). As fibras não direcionais(plexifilamentos) são torcidas e unidas através de calor pressão, sem a utilização de agentes colantes.
O Tyvek é produzido em Richmond, Virginia nos EUA e Sandweiler-Contern, em Luxemburgo.

## Propriedades
As principais propriedades do Tyvek são:
- Leve
- Classe A de inflamabilidade (classificação).
- Resistência quimica
- Estabilidade
- Opacidade
- pH neutro
- Resistência a rasgamento